# 앙헬 라마
앙헬 라마(Angel A. Rama, 1926년 4월 30일 – 1983년 11월 27일)는 우루과이 작가, 학자, 문학평론가이다.
몬테비데오 에서 갈리시아 이민자 사이에서 태어난 라마는 Collège de France 에서 공부했다. 그는 두 번 결혼했다. 1950년 시인 Ida Vitale 과 결혼하여 Amparo와 Claudio라는 두 자녀를 낳았다. 그리고 1969년 Vitale에서 분리된 후 부에노스 아이레스 출신의 저명한 미술 평론가인 Marta Traba와 결혼했다.
1960년대에 중등 및 대학 수준에서 몇 년을 가르친 후, 그는 우루과이 국영 대학인 Universidad de la República에서 히스패닉계 미국인 문학과의 디렉터가 되었다. 그는 또한 몬테비데오에 편집자 아르카 출판사와 부에노스 아이레스에 편집자 갈레르나 출판사를 설립했다. 1970년대에는 미주 지역의 여러 대학에서 교수직을 역임했으며 카라카스의 아야쿠초 도서관에서 문학 고문을 역임했다. 1973년 6월 27일 우루과이 정부의 쿠데타 로 그를 놀라게 하여 베네수엘라에 거주하면서 남은 생애를 망명 생활을 했다.
그는 후안 마리아 보르다베리의 군사 정부에 의해 1974년에 억제될 때까지 주간 리뷰 Marcha에 자주 기고했다. 라마는 베네수엘라의 카라카스 로 망명하여 언론 및 교육 과정과 협력하는 것 외에도 최근에 설립된 아야쿠초 도서관(Ayacucho Library)의 문학 감독으로 일했다. 우루과이 군사 정부가 그의 우루과이 여권 갱신을 거부했을 때, 그는 1977년에 베네수엘라 시민권을 취득했다.
1979년에 라마는 메릴랜드 대학교의 교수로 임명되었고 Traba와 함께 워싱턴 DC 근처에 정착했다. 그러나 1982년에 그들은 거주 비자가 거부되어 미국을 떠나야 했다. 부부는 1983년 초 벨리사리오 베탄쿠르 대통령이 트라바에게 콜롬비아 시민권을 부여했을 때 그곳에서 살고 있었다.
그는 바라하스 공항에서 아비앙카 항공 011편 추락 사고로 사망했다.

## 참조 및 링크
- Carlos Carlos (ed.), Ángel Rama. Crítica literaria y utopía en América Latina. Medellín, Universidad de Antioquia, 2006.
- Tomás Eloy Martínez, Ángel Rama o el placer de la crítica 보관됨 2007-05-01 - 웨이백 머신 Archived 2007-05-01 at the Wayback Machine
- Mabel Moraña (ed.), Ángel Rama y los estudios latinoamericanos
- Spitta, Silvia. Between Two Waters: Narratives of Transculturation in Latin America (Rice UP 1995; Texas A&M 2006)